# Nils Schouterden
Nils Schouterden (Bonheiden, 14 december 1988) is een Belgisch voetballer op de linkerflank die zowel als linkerverdediger en linkermiddenvelder uitgespeeld kan worden. Hij staat sinds september 2021 onder contract bij Lierse Kempenzonen.

## Carrière
Op zijn zesde begon Schouterden te voetballen bij HO Veltem. Zes jaar later werd hij ontdekt waarna hij een opleiding van nationaal niveau bij de Zwarte Duivels van Oud-Heverlee kreeg.
In zijn beginmaanden bij OHL viel hij op door zijn fysiek kracht en technisch talent. Ook zijn knappe voorzetten bleven niet onopgemerkt. Zo werd hij al snel een publiekslieveling en werd hij "de revelatie van het seizoen" genoemd. Ook nationaal werd hij geselecteerd bij de 19-jarigen van de nationale ploeg van België, waar hij meespeelde in een dubbele interland tegen Zwitserland. In 2009 versierde hij een transfer naar eersteklasser Sint-Truiden VV. Hier speelde hij zich al snel in de kijker en versierde onder trainer Guido Brepoels een vaste plaats in het eerste elftal.
Nadat Sint-Truiden was gedegradeerd naar het tweede niveau in België maakte hij de overstap naar reeksgenoot KAS Eupen. Bij deze club ontpopte Schouterden zich tot een van de beste spelers van de reeks wat tot interesse leidde van een aantal eersteklassers, hij scoorde dat seizoen 17 doelpunten. In de zomer van 2014 tekende Schouterden een contract voor twee jaar bij eersteklasser KVC Westerlo. Na twee jaar Westerlo en nadat de club degradeerde uit Eerste Klasse maakte Schouterden de overstap naar KV Mechelen. Hier mocht hij echter na één seizoen al opnieuw beschikken.
Op 3 juli 2017 werd bekend dat Schouterden terugkeerde naar zijn ex-club KAS Eupen dat ondertussen in Eerste Klasse actief is. Door het vertrek van Siebe Blondelle zal hij hier vanaf het seizoen 2020/21 de aanvoerdersband dragen.
Eind december 2020 raakte bekend dat Schouterden Eupen verlaat en vanaf begin 2021 uit zal komen voor het Cypriotische AEK Larnaca. Schouterden had de wens om eens in het buitenland in actie te komen waardoor hij op deze uitdaging inging. Bij Larnaca vindt hij zijn landgenoot Jens Teunckens terug die er actief was als doelman.
Zijn avontuur bij AEK Larnaca kreeg al snel een andere wending dan hij gehoopt had. Schouterden was er niet meer tevreden en in onderling overleg met de club werd er beslist zijn contract te ontbinden. In september 2021 tekende schouterden tot het einde van het seizoen bij Lierse Kempenzonen.

## Statistieken
| Seizoen         | Club                | Competitie         | Competitie | Competitie | Play-offs | Play-offs | Beker | Beker | Totaal | Totaal |
| Seizoen         | Club                | Competitie         | Wed.       | Dlp.       | Wed.      | Dlp.      | Wed.  | Dlp.  | Wed.   | Dlp.   |
| --------------- | ------------------- | ------------------ | ---------- | ---------- | --------- | --------- | ----- | ----- | ------ | ------ |
| 2006-2007       | Oud-Heverlee Leuven | Tweede klasse      | 8          | 1          | 0         | 0         | 0     | 0     | 8      | 1      |
| 2007-2008       | Oud-Heverlee Leuven | Tweede klasse      | 22         | 2          | 0         | 0         | 0     | 0     | 22     | 2      |
| 2008-2009       | Oud-Heverlee Leuven | Tweede klasse      | 27         | 2          | 0         | 0         | 0     | 0     | 27     | 2      |
| 2009-2010       | Oud-Heverlee Leuven | Tweede klasse      | 3          | 1          | 0         | 0         | 1     | 0     | 4      | 1      |
| 2009-2010       | Sint-Truidense VV   | Jupiler Pro League | 16         | 1          | 6         | 1         | 1     | 0     | 23     | 2      |
| 2010-2011       | Sint-Truidense VV   | Jupiler Pro League | 19         | 2          | 6         | 0         | 1     | 0     | 26     | 2      |
| 2011-2012       | Sint-Truidense VV   | Jupiler Pro League | 26         | 1          | 3         | 1         | 2     | 1     | 31     | 3      |
| 2012-2013       | Sint-Truidense VV   | Tweede klasse      | 33         | 9          | 0         | 0         | 5     | 2     | 38     | 11     |
| 2013-2014       | KAS Eupen           | Tweede klasse      | 40         | 17         | 6         | 2         | 2     | 0     | 48     | 19     |
| 2014-2015       | KVC Westerlo        | Jupiler Pro League | 21         | 6          | 5         | 0         | 1     | 0     | 28     | 6      |
| 2015-2016       | KVC Westerlo        | Jupiler Pro League | 21         | 1          | 0         | 0         | 3     | 0     | 24     | 1      |
| 2016-2017       | KV Mechelen         | Jupiler Pro League | 22         | 1          | 7         | 1         | 2     | 0     | 31     | 2      |
| 2017-2018       | KAS Eupen           | Jupiler Pro League | 27         | 0          | 4         | 0         | 2     | 1     | 33     | 1      |
| 2018-2019       | KAS Eupen           | Jupiler Pro League | 8          | 1          | 5         | 0         | 3     | 0     | 16     | 1      |
| 2019-2020       | KAS Eupen           | Jupiler Pro League | 24         | 1          | 0         | 0         | 2     | 0     | 26     | 1      |
| 2020-2021       | KAS Eupen           | Jupiler Pro League | 10         | 0          | 0         | 0         | 0     | 0     | 10     | 0      |
| 2020-2021       | AEK Larnaca         | A Divizion         | 8          | 0          | 0         | 0         | 0     | 0     | 8      | 0      |
| 2021-           | Lierse Kempenzonen  | Eerste klasse B    | 12         | 2          | 0         | 0         | 0     | 0     | 12     | 2      |
| Carrière totaal | Carrière totaal     | Carrière totaal    | 347        | 48         | 42        | 5         | 25    | 4     | 413    | 58     |